# Григалашвили, Элгуджа
Элгу́джа Григалашви́ли (груз. ელგუჯა გრიგალაშვილი; род. 30 декабря 1989, Тбилиси) — грузинский футболист, полузащитник и нападающий.

## Биография
Воспитанник тбилисского «Динамо». В 2009 году подписал контракт с «Динамо» (Батуми), где удачно выступал и был замечен тренером «Торпедо» (Кутаиси) Гия Гегучадзе. В 2012 году подписал контракт с клубом.
Старший брат Шота также футболист.